# Tática
Uma tática é uma ação conceitual ou uma série curta de ações com o objetivo de alcançar um objetivo de curto prazo. Esta ação pode ser implementada como uma ou mais tarefas específicas. O termo é comumente usado em contextos empresariais, de protestos e militares, bem como em xadrez, esportes ou outras atividades competitivas. A palavra originou-se do grego antigo τακτική taktike, que significa arte de arranjo.

## Distinção de estratégia
Uma estratégia é um conjunto de diretrizes usadas para atingir um objetivo geral, enquanto as táticas são as ações específicas destinadas a aderir a essas diretrizes.

### Uso militar
No uso militar, uma tática militar é usada por uma unidade militar não maior que uma divisão para implementar uma missão específica e alcançar um objetivo específico ou para avançar em direção a um alvo específico.
Os termos tática e estratégia são frequentemente confundidos: tática é o meio real usado para atingir um objetivo, enquanto estratégia é o plano de campanha geral, que pode envolver padrões operacionais complexos, atividades e tomadas de decisão que governam a execução tática. O Dicionário de Termos Militares do Departamento de Defesa dos Estados Unidos define o nível tático como "o nível de guerra no qual batalhas e combates são planejados e executados para atingir objetivos militares atribuídos a unidades táticas ou forças-tarefa. As atividades neste nível concentram-se no arranjo ordenado e manobra dos elementos de combate entre si e com o inimigo para atingir os objetivos de combate".
Se, por exemplo, o objetivo geral é vencer uma guerra contra outro país, uma estratégia pode ser minar a capacidade da outra nação de guerrear aniquilando preventivamente suas forças militares. As táticas envolvidas podem descrever ações específicas tomadas em locais específicos, como ataques surpresa a instalações militares, ataques com mísseis a estoques de armas ofensivas e as técnicas específicas envolvidas na realização de tais objetivos.